# Kleptogamie
Kleptogamie (von altgriechisch κλέπτειν kléptein „stehlen, listig entwenden“ und γάμος gámos „Hochzeit, Ehe“) bezeichnet eine Kopulationsstrategie, durch die sich männliche Tiere eine Paarung zu erschleichen versuchen. Dabei parasitieren die kleptogamen Männchen Leistungen anderer Männchen, beispielsweise die Anstrengungen bei der Balz oder der Brutfürsorge, weshalb Kleptogamie als eine Form von Kleptoparasitismus angesehen werden kann. Der Ausdruck wird als Oberbegriff für sehr unterschiedliches Verhalten in verschiedenen Taxa gebraucht. Zudem existiert eine Vielzahl von Wörtern, die das Verhalten, aber auch die parasitischen Männchen zu beschreiben versuchen.

## Termini und Definitionen
In der englischsprachigen Literatur werden „Kleptogamy“ und „Cuckoldry“ oft synonym verwendet. Im gesellschaftlichen Sinne umschreibt „Cuckoldry“ die Situation, in der ein Mann einer fremdgehenden Partnerin zum Cuckold oder Hahnrei wird. Das gesellschaftliche Verständnis des Begriffs „Cuckoldry“ führte zu Diskussionen um den Jargon in der Verhaltensbiologie. In diesem Sinne bezeichnet Patricia Adair Gowaty Kleptogamie als einen wertneutralen Fachbegriff, der dem englischen „Cuckoldry“ vorzuziehen sei. Nach ihrer Definition läge Kleptogamie vor, wenn ein Individuum unwissentlich die Nachkommen eines anderen aufziehe. Harry W. Power bemerkt, dass mit dieser Definition Kleptogamie nicht von Brutparasitismus unterschieden werden könne. Er definiert Kleptogamie als den Vorgang, wenn ein Männchen unfreiwillig die Nachkommen eines anderen Männchens aufzieht, weil Letzterer das Weibchen des Ersteren begattet hat. Außerdem entgegnet Power, dass Cuckoldry geeigneter sei. Der Begriff sei weniger anthropomorph, weil seine Wurzeln bei Cuculus – einer Gattung der Kuckucksfamilie – liegen, wohingegen jene von Kleptogamie (stehlen, heiraten) eindeutig in Verhaltensweisen des Menschen liegen.
Es wurden aber auch Definitionen aufgestellt, welche Kleptogamie von der Brutfürsorge losgelöst betrachten und sehr weit gefasst sind, beispielsweise jene des Dictionary of Science and Technology (erster Satz in der Einleitung dieses Artikels). Der Begriff Kleptogamie wurde auch beim Rothirsch (Cervus elaphus) gebraucht, um damit die Entführungen von Kühen aus einem Rudel durch junge Hirsche zu bezeichnen, insbesondere wenn Platzhirsche mit Kommentkämpfen beschäftigt sind.

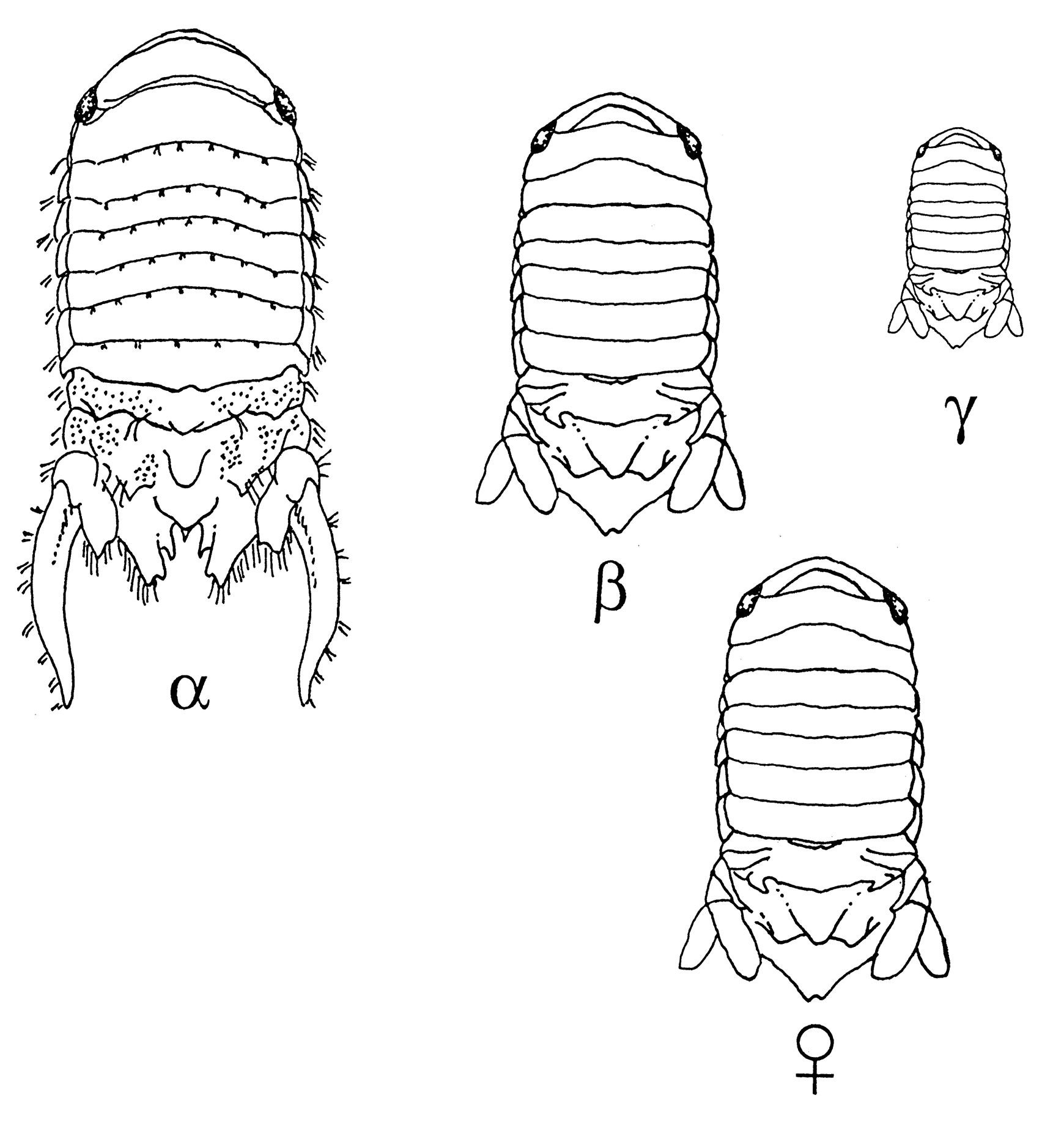
Männliche Paracerceis sculpta bilden drei Morphen, welche unterschiedliche Kopulationsstrategien verfolgen. Die verschiedenen Morphen werden Alpha-Männchen, Beta-Männchen oder Gamma-Männchen genannt.

## Beschreibung und Vorkommen
Kleptogamie kommt bei vielen Wirbeltieren und einigen Wirbellosen vor. Sie wird meist von schwachen Männchen ausgeübt, die im direkten Konkurrenzkampf nicht bestehen können oder sie entwickelt sich, weil das Aufwand-Erfolg-Verhältnis für Kleptogamie niedriger ist als für territoriales Verhalten. Die kleptogamen Männchen können dabei von außerhalb einer Gruppe kommen oder sich innerhalb einer Gruppe entwickeln, beispielsweise in einem Rudel oder in einer Brutkolonie. Es können sich auch mehrere spezialisierte Morphen von Männchen ausbilden, die genetisch determinierte Strategien verfolgen, beispielsweise drei bei der Wasserassel Paracerceis sculpta.
Kleptogame Männchen parasitieren die Anstrengungen von territorialen Männchen bei der Balz, die sich gegen andere territoriale Männchen behaupten müssen, um ein Territorium zu halten und ein Weibchen zu gewinnen. Dabei setzen sich territoriale Männchen erhöhtem Risiko aus, erbeutet zu werden, was kleptogame Männchen umgehen können. Außerdem können territoriale Männchen beim Nestbau und bei der Brutfürsorge parasitiert werden. Darüber hinaus entstehen beim territorialen Männchen Kosten, die sich durch die Spermienkonkurrenz ergeben. Es kann ein stabiles Verhältnis von territorialen Männchen bzw. Harem haltenden Männchen und kleptogamen Männchen ausgebildet sein.

### Kleptogamie bei Fischen
Unter Fischen ist Kleptogamie weit verbreitet. Bei ihnen wird die Kleptogamie durch die äußere Befruchtung begünstigt, während welcher die Eier auch den Spermien des kleptogamen Männchens zugängig sind. Zunächst beobachtet das kleptogame Männchen ein Paarungsritual, bei dem ein Weibchen sich einem nicht-kleptogamen Artgenossen anbietet, der erfolgreich ein Territorium behaupten kann. In einem günstigen Zeitpunkt während des Laichvorgangs ejakuliert das kleptogame Männchen seine Spermien nahe dem laichenden Weibchen. Entdeckt das territoriale Männchen das kleptogame Männchen, wird es vertrieben. Sollte dem kleptogamen Männchen die Ejakulation aber gelingen, wird ein Teil der Brut vom kleptogamen Männchen abstammen. Territoriale Männchen lassen ein bisschen weniger Spermien frei, als für die Befruchtung der Eier notwendig sind. So können sie eine größere Anzahl Weibchen bedienen und das Männchen erhöht damit seinen reproduktiven Erfolg. Überdies passen sie die Ejakulations-Menge der Präsenz von (gesichteten) kleptogamen Männchen an: Sind nur wenige kleptogame Männchen anwesend, erhöht das territoriale Männchen die Menge, wenn aber zu viele kleptogame Männchen da sind, verzichtet das territoriale Männchen auf eine erhöhte Menge, um kein Sperma zu verschwenden.

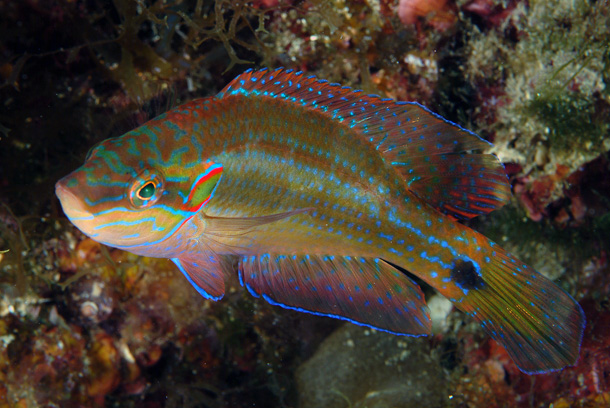
Bei Symphodus ocellatus und anderen Lippfischen ist kleptogames Verhalten nachgewiesen.

Wenn kleptogame Männchen das Aussehen und das Verhalten von Weibchen annehmen, um sich an ein laichendes Weibchen anzuschleichen, betreiben sie Automimikry, genauer auch sexuelle Mimikry oder Weibchenmimikry genannt. Dabei kann zum Beispiel die Fähigkeit zum Farbwechsel das Männchen bei der Imitation von Weibchen unterstützen. Solche Männchen werden auch als „Sneaker“ (Schleicher) beziehungsweise deren Verhalten als „Sneaking Mating“ bezeichnet. Demgegenüber gibt es kleptogame Männchen, die aus einem Versteck hervorschnellen, ein laichendes Paar überraschen und neben ihnen ejakulieren; deren Taktik wird auch als Satellitentaktik bezeichnet. Kleptogame Fische können verfolgt oder getötet werden oder das Laichgeschäft kann vom Weibchen unterbrochen werden, wenn es ein kleptogames Männchen ausmacht.
Die Wahl der Taktik vom Individuum beziehungsweise die Häufigkeit der Taktik in einer Population ist in erster Linie abhängig vom Weibchen/Männchen- oder starke-Männchen/schwache-Männchen-Verhältnis. Daneben wirkt sich auch der Prädationsdruck aus, da die Kleptogamie weniger Risiken gegenüber Fressfeinden birgt als das innerartliche Kämpfen um Territorien. Die Befruchtungsraten von kleptogamen Männchen schwanken von Art zu Art sowie von Population zu Population. Beim Atlantischen Lachs (Salmo salar) beispielsweise wurde eine Befruchtungsrate von 5 % experimentell nachgewiesen.

### Kleptogamie bei Vögeln
Bei Vögeln zeigt sich Kleptogamie vor allem im promisken Verhalten der Weibchen. Brutkolonien und größere Populationsdichten erhöhen das Risiko für Kleptogamie. Um Kleptogamie entgegenzuwirken, kann ein männlicher Vogel das von ihm befruchtete Weibchen während ihrer andauernden fertilen Phase bewachen (Paarbewachung), fremde Männchen attackieren und verscheuchen und so Fertilisationen von anderen Männchen verhindern. Bei Eichelspechten (Melanerpes formicivorus) kommt es bei der Brutbeteiligung durch Bruthelfer zur aktiven Kontrolle des Hauptweibchens durch das Hauptmännchen, um Kleptogamie vorzubeugen. Alternativ können Vogel-Männchen mit regelmäßigen Kopulationen die Wahrscheinlichkeit erhöhen, dass die Eier von ihnen befruchtet werden. Kopulationen wiederholen sich artabhängig zwischen ein und 500 Mal. Gegenstrategien sind vermehrt bei Arten anzutreffen, deren Männchen eine aufwändige Brutpflege betreiben und sich dadurch absichern wollen, dass die Nachkommen von ihnen stammen. Dieses Verhalten endet mit der fertilen Phase des Weibchens, häufig schon vor dem Schlüpfen der Nachkommen.
Wegen der Kleptogamie ist es meist schwierig abzusichern, ob alle Nachkommen vom selben Männchen stammen.